# Boris Steimetz
Boris Steimetz (Saint-Denis, 27 de julho de 1987) é um nadador francês que conquistou uma medalha de prata nos Jogos Olímpicos de Pequim de 2008, na prova do revezamento 4x100 metros livre. Ele não nadou na final, mas ganhou a medalha por ter competido nas eliminatórias.